# Au Revoir Shirlei
Au Revoir Shirlei é um curta-metragem 35mm, brasileiro de ficção de 1991, dirigido por Gilberto Perin.
O premiado curta-metragem Au Revoir Shirlei apresenta a transexual Shirlei, vivida por Rebecca McDonald que sonha em viver na França, porém se vê obrigada a retornar ao seu país de origem, o Brasil. A bordo do avião, Shirlei relembra fragmentos de sua vida no país ao qual regressa.

## Fatos históricos
Em meio a crise do cinema brasileiro no início da década de 1990, o curta foi criado e rodado em 1991 com apenas cinco latas de negativo 35 mm. Devido ao baixo orçamento, muitas cenas foram rodadas apenas uma vez.
Au Revoir Shirlei marcou a história sendo o primeiro filme protagonizado por uma atriz transsexual no Rio Grande do Sul. A atriz Rebecca McDonald, artista bastante respeitada no circuito LGBT de Porto Alegre, por suas performances no palco, interpretou a personagem central do curta, Shirlei. O curta também apresenta um strip-tease masculino, algo que não era comum cinema brasileiro.
Pela sua participação no curta, a atriz Rebecca McDonald foi capa do jornal oficial do Comitê Central do Partido Comunista de Cuba, país que historicamente perseguia homossexuais.

## Participação em Festivais Nacionais e do Exterior
O curta participou de importantes festivais e mostras nacionais como o Festival de Brasília, Festival de Gramado, Festival Guarnicê de Cinema no Maranhão, Jornada Internacional de Cinema da Bahia e Festival Internacional de Curtas do MIS em São Paulo e também no exterior, sendo apresentado nas cidades de Sidney, Turim, Tempere, Berlim, Buenos Aires, Chicago, Nova York e Havana.
Au Revoir Shirlei foi exibido na televisão pela TV Manchete e TV Cultura de São Paulo.

## Premiações
- Prêmio de Melhor Montagem Festival Guarnicê de Cinema de 1991[5]
- Prêmio Quero-Quero de Cinema 1991[6]